# Anatolij Krutikov
Anatolij Fëdorovič Krutikov (in russo Анатолий Фёдорович Крутиков?; Oblast' di Mosca, 21 settembre 1933 – 8 novembre 2019) è stato un calciatore e allenatore di calcio sovietico, dal 1991 russo. Campione europeo con la Nazionale sovietica nel 1960.

## Carriera

### Club
Iniziò la carriera calcistica nel 1952 con il Khimik Mosca, squadra da cui se ne andò l'anno successivo, per giocare nel CSKA Mosca. Dopo 34 partite in quattro campionati sovietici, decise di trasferirsi allo Spartak Mosca, con cui giocò 269 partite negli 11 anni successivi. Terminò la carriera nel 1969, a 36 anni.

### Nazionale
Con la nazionale di calcio dell'Unione Sovietica vinse il campionato d'Europa 1960, accumulando nove presenze nel corso della sua carriera internazionale.

### Allenatore
Dopo essersi ritirato dalla scena calcistica, iniziò ad allenare, diventando l'allenatore dell'unica retrocessione dello Spartak Mosca, al termine del campionato di calcio sovietico 1976. Nel 1980 terminò la carriera da allenatore. Tra il 1981 e il 1988 è il direttore del club moscovita Dzeržinskij.

## Palmarès

### Club

#### Competizioni nazionali
- Campionato sovietico: 1

Spartak Mosca: 1962
- Coppa sovietica: 2

Spartak Mosca: 1963, 1965

### Nazionale
- Campionato d'Europa: 1

1960